# Nuage (livre)
Pour les articles homonymes, voir Nuage (homonymie).
Nuage est un essai de Marc-Édouard Nabe, publié par Le Dilettante en juin 1993.

## Résumé
Publié à l'occasion des quarante ans de la mort de Django Reinhardt, le livre revient sur le parcours du guitariste. La couverture du livre est l'œuvre du peintre français François Boisrond.

## Accueil critique

### Avis positifs
Francis Couvreux, dans Études tsiganes, évoque un « style tour à tour expressif et métaphorique » et affirme que « ceux qui aiment la musique de Django aimeront cette belle histoire racontée avec talent ». Le Parisien, sous la plume de Richard Robert, apprécie ce « texte de fan ». Pour Thierry Coljon, dans le quotidien belge Le Soir, « Le petit livre de Nabe est un excellent incitant pour les nouvelles générations à réécouter l'oeuvre discographique du manouche ».

### Avis négatifs
Le Bulletin du Hot Club de France n'apprécie pas le livre, en particulier les critiques de l'écrivain envers le violoniste Stéphane Grappelli, et affirme qu'il « semble qu’il ne puisse avancer un compliment avouer une admiration, sans éprouver le besoin de compenser par quelques coups de pied vengeurs ». Fluide Glacial évoque l'ouvrage, lui préférant Nuage d'Emmanuel Jouanne.

## Échos
- En janvier 2010, dans un portrait de Django Reinhardt publié dans le quotidien suisse 24 heures pour le centenaire de sa naissance, la description de la main droite du guitariste est un extrait de Nuage[7]. L'article est également reproduit dans la Tribune de Genève[8].

## Adaptation
Le groupe Nuages de Swing, créé par le guitariste Laurent Courtois, a monté en 2009 un spectacle d'une heure autour de la lecture de Nuage, effectuée par Laurent Berger. Le spectacle a été présenté au Django Festival d'Oslo et à celui de Liberchies en Belgique (ville de naissance de Django Reinhardt). Le spectacle a connu depuis plusieurs représentations,.

## Éditions
- Marc-Édouard Nabe, Nuage, Le Dilettante, 1993, 69 p.  (ISBN 2905344687)
  - rééd. Le Dilettante, 2009, 69 p.  (ISBN 9782842631697)